# Platja de Capri

La platja de Capri és una platja urbana del municipi de La Ràpita (Montsià), situada a la badia dels Alfacs, entre la platja de l'Aiguassera, a ponent, separades per un espigó, i la platja dels Hortets, a llevant, unides per una passarel·la sobre el mar.

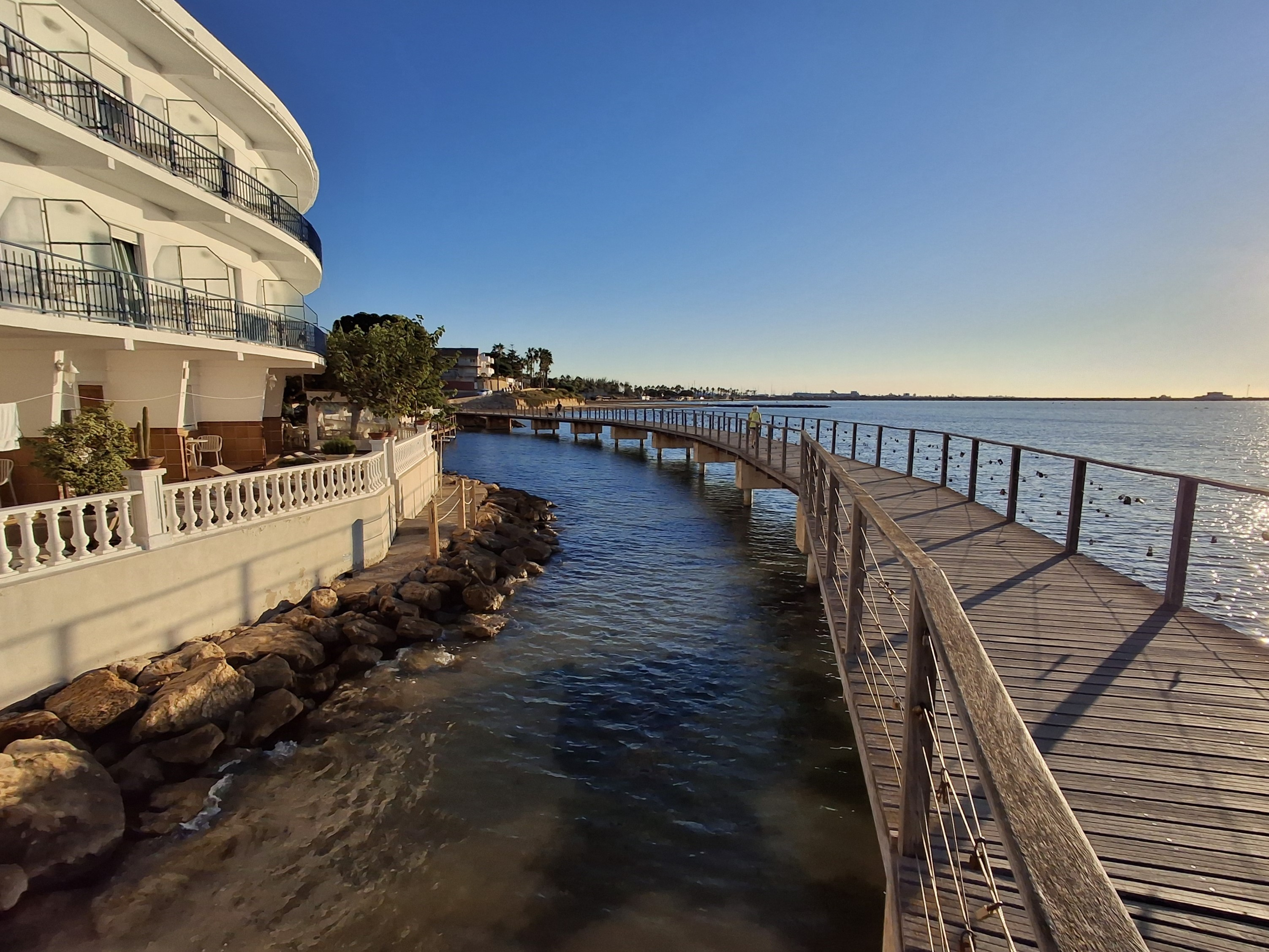
Passarel·la entre la platja de Capri i la platja dels Hortets

 Té una longitud de 70 metres i una amplada mitjana de 30 metres, formada per sorra fina i daurada, amb un pendent d'entrada a l'aigua suau. Situada al costat del passeig marítim, disposa de dutxes, neteja diària i accés per a persones amb mobilitat reduïda.